# Milojka Štrukelj
Milojka Štrukelj (Solkan, 17 marzo 1925 – Cerkno, 27 gennaio 1944) è stata una partigiana e antifascista slovena.
Dopo aver terminato le scuole elementari, si iscrisse al ginnasio di Gorizia. Nel 1941 aderì alla Resistenza jugoslava come attivista giovanile, ma fu presto arrestata dagli italiani e portata nelle carceri di Gorizia, dove fu imprigionata e interrogata per quattro mesi. Successivamente fu trasferita al carcere di Regina Coeli a Roma, dove trascorse altri quattro mesi, per poi essere rinchiusa in varie carceri, al Coroneo di Trieste e infine a Trento, fino alla capitolazione dell'Italia. Dopo il suo rilascio, si riaggregò alla Resistenza e iniziò a frequentare la scuola del Partito comunista a Cerkno. Il 27 gennaio la scuola fu attaccata dalle truppe tedesche e da queste Milojka fu uccisa.
Dopo la guerra furono intitolati a suo nome un palazzetto dello sport e una strada di Nova Gorica.
Il 19 giugno 1962 la scuola elementare di Nova Gorica fu ribattezzata Scuola elementare Milojka Štrukelj Nova Gorica.